# 부플롯
이야기에서 부플롯(영어: subplot)은 메인 플롯이나 다른 이야기를 보충하는 부차적인 플롯 줄기이다. 부플롯은 어느 시간과 장소 또는 주제 의미에서, 메인 플롯에 연결할 수 있다. 부플롯에는 보통 주인공 또는 악역 이외의 조연이 등장한다. 또한 부플롯은 전체 이야기 안에서 메인 플롯과 몇 차례 교차하기도 한다.